# Holdawayita
La holdawayita és un mineral de la classe dels carbonats. Rep el seu nom en honor del petròleg estatunidenc Michael Jon Holdaway (1936-).

## Característiques
La holdawayita és un carbonat de fórmula química Mn₆(CO₃)₂(OH)₇(Cl,OH). Cristal·litza en el sistema monoclínic. El cristalls són fibrosos al llarg de [001]; comunament en forma d'agregats granulars, o massius, amb grans individuals de fins a 2 cm. La seva duresa a l'escala de Mohs és 3.
Segons la classificació de Nickel-Strunz, la holdawayita pertany a «05.BA: Carbonats amb anions addicionals, sense H₂O, amb Cu, Co, Ni, Zn, Mg, Mn» juntament amb els següents minerals: atzurita, georgeïta, glaucosferita, kolwezita, malaquita, mcguinnessita, nul·laginita, pokrovskita, rosasita, zincrosasita, txukanovita, auricalcita, hidrozincita, defernita, loseyita i sclarita.

## Formació i jaciments
La holdawayita és un mineral vena rar que apareix en forma de filons i és localment abundant en roques sedimentàries riques en manganès poc metamorfosades, intercalades amb dipòsits sedimentaris de ferro. Va ser descoberta a la mina Kombat, al Districte Grootfontein (Otjozondjupa, Namíbia). També ha estat trobada a la mina Friedrichssegen, a Frücht (Renània-Palatinat, Alemanya) i Răzoare (Província de Maramureș, Romania).